# Clinteria jirouxi
Clinteria jirouxi är en skalbaggsart som beskrevs av Legrand 2005. Clinteria jirouxi ingår i släktet Clinteria och familjen Cetoniidae. Inga underarter finns listade i Catalogue of Life.